# Xenoschesis cinctiventris
Xenoschesis cinctiventris är en stekelart som först beskrevs av William Harris Ashmead 1896.  Xenoschesis cinctiventris ingår i släktet Xenoschesis och familjen brokparasitsteklar. Inga underarter finns listade i Catalogue of Life.